# Luigi Turci
Luigi Turci (Cremona, 27 gennaio 1970) è un allenatore di calcio, dirigente sportivo ed ex calciatore italiano, di ruolo portiere, preparatore dei portieri dell'Empoli.

## Carriera

### Giocatore
Esordì in Serie A il 29 agosto 1993 difendendo i pali della Cremonese nella partita persa per 0-1 contro la Juventus. Nel 1996 passò all'Udinese, dove rimase per sei stagioni. Nel 2002 andò alla Sampdoria, con cui giocò fino al 2005, prima di scendere in Serie B con il Cesena. Nel 2007 annunciò il ritiro dall'attività agonistica.

### Allenatore
Dal febbraio 2009 svolge il ruolo di preparatore dei portieri, prima al Portogruaro e poi al Padova in Serie B. Il 18 giugno 2011 il suo posto al Padova viene preso da Giorgio Sterchele. Dal 3 aprile 2012 gli è stato affidato il ruolo di allenatore dei portieri del Pordenone.
Nel 2013 è con lo stesso incarico alla Triestina.
Il 26 giugno 2014 gli viene affidato il ruolo di allenatore dei portieri alla Cremonese, dove rimane 3 stagioni.
Dal 2017 al 2019 allena i portieri della Sampdoria entrando nello staff di Marco Giampaolo. Nel 2019 segue l'allenatore abruzzese anche nella sua successiva esperienza al Milan, dove rimane nello staff fino alla fine della stagione nonostante l'esonero di Giampaolo dopo 7 giornate.
Il 2 luglio 2024 entra nello staff di Roberto D'Aversa, nuovo allenatore dell'Empoli, nel ruolo di preparatore dei portieri.

### Dirigente
Il 13 febbraio 2017 viene nominato responsabile area sviluppo sportivo dell'Udinese, ruolo che ha ricoperto fino al 30 giugno seguente.

## Palmarès

### Giocatore
- Coppa Anglo-Italiana: 1

Cremonese: 1992-1993
- Coppa Intertoto UEFA: 1

Udinese: 2000